# Jerzy Orlicz
Jerzy Lech Orlicz (ur. 2 kwietnia 1930 w Bydgoszczy, zm. 11 kwietnia 2004) – polski działacz kulturalny i animator życia filmowego, związany z Bydgoszczą. Przez wiele lat pracownik Narodowego Banku Polskiego, następnie kierownik w Okręgowym Przedsiębiorstwie Rozpowszechniania Filmów.
Znany z działalności na rzecz promocji kina oraz aktywności społecznej. Był współzałożycielem i długoletnim prezesem Dyskusyjnego Klubu Filmowego „Mozaika” w Bydgoszczy (od 1961 r. do 1999 r.) – jednego z największych i najdłużej działających w Polsce. Klub po jego śmierci nazwano jego imieniem.
Jest patronem ulicy na bydgoskim Czyżkówku.

## Życiorys

### Młodość i edukacja
Urodził się jako jedyny syn Kazimierza Orlicza i Wandy z domu Szymanek. Jego rodzina pochodziła z Okocimia. Ojciec, architekt, był inspektorem budowlanym w Bydgoszczy i zaprojektował m.in. szpital im. dr. Jurasza. Matka była nauczycielką. W czasie okupacji niemieckiej uczył się potajemnie i pracował przymusowo przy ul. Marcinkowskiego, co zapoczątkowało jego zainteresowanie kinem.
Jego ojciec został aresztowany przez Gestapo w 1944 roku i zginął w marcu 1945 roku podczas ewakuacji obozu w Stutthofie. Po wojnie Orlicz kontynuował naukę w Gimnazjum im. M. Kopernika, a następnie w I Gimnazjum im. L. Waryńskiego. Przyjaźnił się z Jerzym Hoffmanem i Bohdanem Porębą. W 1950 roku rozpoczął służbę wojskową, a po jej zakończeniu pracował w Narodowym Banku Polskim. W 1956 roku ukończył zaocznie Technikum Ekonomiczne w Poznaniu, uzyskując tytuł technika ekonomii.

### Okres okupacji
W czasie II wojny światowej jego ojciec został aresztowany przez Gestapo i zginął w niemieckim obozie koncentracyjnym Stutthof. Jerzy Orlicz jako 14-latek został zmuszony do pracy przymusowej w przedsiębiorstwie budowlanym usytuowanym przy ul. Marcinkowskiego, naprzeciw kina Orzeł. W 1945 roku, podczas walk o Bydgoszcz, wraz z matką został uratowany z pożaru budynku przy placu Kościeleckich.
W okresie okupacji niemieckiej uczęszczał do niemieckich szkół dla Polaków, a także uczył się potajemnie języka angielskiego.

### Okres powojenny
Po wojnie kontynuował naukę w Gimnazjum im. Mikołaja Kopernika oraz w I Gimnazjum im. Ludwika Waryńskiego w Bydgoszczy. W latach 1950–1953 odbywał zasadniczą służbę wojskową w 32 Budziszyńskim Zmechanizowanym Pułku Piechoty w Kołobrzegu, którą zakończył w stopniu kaprala. W 1956 roku, z inicjatywy przełożonych z NBP, ukończył zaocznie Technikum Ekonomiczne w Poznaniu, uzyskując tytuł technika ekonomii.
W latach 1949–1975 pracował w Narodowym Banku Polskim, m.in. jako starszy inspektor kredytowy. Od 1976 roku zatrudniony był w Okręgowym Przedsiębiorstwie Rozpowszechniania Filmów w Bydgoszczy, początkowo jako kierownik działu rozpowszechniania filmów fabularnych, a następnie również jako kierownik działu reklamy. Z pracy odszedł w 1991 roku, przechodząc na wcześniejszą emeryturę w wyniku reorganizacji przedsiębiorstwa.

## Działalność kulturalna
Był promotorem kina i kultury filmowej. Już w młodości interesował się filmem, a pasja ta miała istotny wpływ na jego późniejszą karierę. Utrzymywał kontakty z przedstawicielami polskiej kinematografii, m.in. Kazimierzem Karabaszem, Jerzym Hoffmanem i Bohdanem Porębą. W młodości należał również do Związku Harcerstwa Polskiego.

### Dyskusyjny Klub Filmowy „Mozaika”
Od 1958 roku związany z DKF „Mozaika” działającego przy Zespole Szkół Chemicznych w Bydgoszczy – początkowo jako współzałożyciel, od 1961 roku prezes. Prowadził klub przez 38 lat, aż do 1999 roku. Klub należał do najaktywniejszych młodzieżowych DKF-ów w Polsce. Organizował projekcje filmowe, cykle tematyczne, prelekcje i spotkania z twórcami. Wśród zaproszonych gości znaleźli się m.in. Andrzej Wajda, Kazimierz Kutz, Małgorzata Braunek, Bogusław Linda, Laura Łącz i Peter Bacso.
Klub współpracował z ambasadami, ośrodkami kultury i klubami z NRD, Węgier, RFN czy Francji. Orlicz uczestniczył w międzynarodowych seminariach filmowych i inspirował młodzież do poznawania kina. Wspierał edukację filmową w Pałacu Młodzieży i był prelegentem wielu wydarzeń.
Pod kierownictwem Orlicza DKF „Mozaika” współorganizował Ogólnopolski Przegląd Filmów Amatorskich „Bydfama” oraz liczne przeglądy filmowe, sesje tematyczne i seminaria. Klub miał charakter nie tylko edukacyjny, ale i środowiskotwórczy, gromadząc osoby zainteresowane kinem artystycznym i krytycznym spojrzeniem na film.

### Festiwale i jury
Zasiadał w jury Międzynarodowego Festiwalu Filmów Krótkometrażowych w Oberhausen (1991), Lipsku (1993), a w 1996 roku był przewodniczącym jury w Krakowie. Uhonorował wówczas film Quest, który zdobył Oscara.

## Działalność sportowa
Przez około 12 lat pełnił obowiązki wiceprezesa Kujawsko-Pomorskiego Klubu Seniora Boksu. Działał aktywnie na rzecz sportu, jako sędzia bokserski prowadził ponad 500 walk, promował boks młodzieżowy i uzyskał medal Polskiego Związku Bokserskiego w 1985 roku.

## Kolekcjonerstwo
Zgromadził jedną z największych w Polsce kolekcji programów filmowych, autografów i fotosów. Jego zbiory prezentowano na wystawach i w mediach.

## Życie prywatne
Był trzykrotnie żonaty.
- Z Krystyną Nowacką, ożenił się w 1950 roku – małżeństwo rozpadło się po kilku latach rozłąki spowodowanej służbą wojskową.
- W 1963 roku poślubił Krystynę Urbańską, z którą miał syna Tomasza Orlicza; małżeństwo zakończyło się rozwodem po 20 latach.
- W 1995 roku zawarł związek małżeński z Ewą Sawicką.

Po adopcji córki trzeciej żony, stał się ojcem dwójki dzieci oraz dziadkiem trójki wnucząt. Zmarł 11 kwietnia 2004 r. Pochowany został na Cmentarzu katolickim św. Wincentego à Paulo w Bydgoszczy.